# Косаржевский, Воля Иосифович
Воля Иосифович Косаржевский (15 августа 1925, Харьков — 7 июля 1993, Москва) — советский и российский архитектор, градостроитель. Заслуженный архитектор РСФСР (1982), лауреат Государственной премии СССР (1978), вице-президент Союза московских архитекторов, председатель правления Центрального дома архитектора.

## Биография

Барельефный портрет В. И. Косаржевского в вестибюле Центрального дома архитектора

Родился 15 августа 1925 года в Харькове. Учился в харьковской спецшколе, посещал драматическую студию харьковского Дома Красной Армии, руководимую В. И. Хохряковым. В 1943 году был призвал в Красную армию. Воевал на фронтах Великой Отечественной войны, командовал артиллерийским взводом. Был тяжело ранен, вернулся инвалидом войны.
Окончив в 1953 году Московский архитектурный институт, был направлен по распределению в мастерскую № 3 «Моспроекта» (руководитель Б. С. Мезенцев). В течение шести лет занимался генеральным планом и застройкой Юго-Западного района Москвы. В составе авторского коллектива принимал участие в застройке кварталов 1—2, 13—14, 17—18, 25—26.
Принимал участие в конкурсах, в частности, на проект памятника В. И. Ленину, и в 1-м и 2-м турах на проектирование Дворца Советов (поощрительная премия). После этого был приглашён работать руководителем мастерской генерального плана Управления по проектированию Дворца Советов.
С 1965 года в качестве руководителя группы советских специалистов занимался строительством в Монголии. Разрабатывал генеральный план, проект детальной планировки, и привязку зданий в жилом районе Улан-Батора. Под его руководством в Улан-Баторе было построено 26 объектов, среди которых прирельсовые овощехранилища, клубы, коттеджи и другие. За эту работу он был награждён медалью «Дружба» и занесён в книгу почёта посольства СССР в МНР.
Вернувшись в Москву, работал в ЦНИИЭП торгово-бытовых зданий и туристских комплексов, руководил мастерской объектов туризма. Руководил разработкой ТЭО и проектных предложений систем предприятий туризма для Армянской, Азербайджанской и Узбекской республик, а также для городов Новгорода, Пскова, Калинина, Ростова Великого, Углича, Переславля-Залесского и Таллина. Разрабатывал ТЭО и систему туризма в Соловках и Кижах. Выполнил проект реконструкции магазина «Русские узоры» в доме 16 на Петровке в Москве (совместно с архитекторами В. Симаковым, O. Иосифовой, Л. Демьяновым и инженером Э. Суворовым). Одной из главных его работ стал проект благоустройства и связи с ландшафтом зданий главного туристского комплекса в Суздале, за что в 1978 году он был удостоен Государственной премии СССР.
В 1960 году стал председателем правления Центрального дома архитектора, сменив Н. Д. Колли. Работал в этом качестве до конца жизни. Являлся членом правления Московского отделения Союза архитекторов и Союза архитекторов СССР. Позднее — вице-президент Союза московских архитекторов.
В студенческие годы активно занимался самодеятельностью, в частности, концертной деятельностью. Придя на работу в «Моспроект», вместе с другими молодыми архитекторами организовал самодеятельные сатирические ансамбли «Кохинор» и «Рейсшинка». На протяжении 40 лет был одним из лидеров «Кохинора».
С 1950-х годов жил в Москве в однокомнатной квартире в доме 32 по Ленинскому проспекту. Умер 7 июля 1993 года после непродолжительной болезни. Урна с прахом в колумбарии Ваганьковского кладбища.

## Награды и звания
- Заслуженный архитектор РСФСР (1982)[11]
- Государственная премия СССР (1978) — за архитектуру главного туристского комплекса в Суздале[4]
- Орден Отечественной войны I степени (1985)[1]
- Орден Красной Звезды (1947)[1]
- Медаль «За победу над Германией в Великой Отечественной войне 1941—1945 гг.» (1945)[1]
- Медаль «Дружба» (МНР)[4]

## Память
26 февраля 1994 года в Центральном доме архитектора прошёл вечер памяти В. И. Косаржевского. В вестибюле Центрального дома архитектора установлен его барельефный портрет с подписью «Тот самый Воля Косаржевский».